# Marko Junije Brut
Marko Junije Brut (85. pr. Kr. – 42. pr. Kr.) ili Quintus Servilius Caepio Brutus bio je rimski senator krajem razdoblja Rimske Republike. Danas je najpoznatiji kao urotnik i jedan od ubojica diktatora Julija Cezara.

## Životopis
Njegov otac Marko Junije Brut, rimski političar ubijen je 78. pr. Kr. pa je odgoj povjeren Marku Porciju Katonu, polubratu njegove majke Servilije (iz obitelji Servilius Ahala). Kasnije ga je usvojio majčin rođak Quintus Servilije Caepio pa si je, njemu u čast, Marko Junije dodao imenu i prezime Caepio. Servilija je bila i Cezarova ljubavnica pa su se javila i neka nagađanja da mu je pravi otac upravo Cezar, ali to nije potvrđeno.
Odgajan u aristokratskom duhu, Brut sebe smatra potomkom polulegendarnog Lucija Junija Bruta koji je istjerao posljednjeg Tarkvinijevca iz Rima. Odlikovao se strogim načinom života i bio je poznat kao štovatelj i sljedbenik Platona i stoičara. Ipak, zanimanje za filozofiju, nije mu smetalo da se u mladosti bavi lihvarstvom. Poznat je slučaj zajma ciparskom gradu Salamini i traženje kamate od 48%. S Cipra se vratio u Rim kao bogat čovjek. Oženio se ženom po imenu Claudija.

### Politička karijera
Na početku građanskog rata između Cezara i Pompeja bio je na strani Pompeja, ali mu je nakon bitke kod Farsale 48. pr. Kr. Cezar oprostio i primio ga k sebi. Nakon toga, 46. pr. Kr.,  postaje upravitelj Cisalpske Galije, a godinu dana kasnije Cezar ga je odredio pretorom za 44. pr. Kr. Rastavio se od Claudije i ponovo oženio s Porcijom, kćerkom Marka Porcija Katona i svojom sestričnom.
Jedan je od istaknutijih urotnika protiv Cezara, a nakon Cezarovog ubojstva, kada je položaj urotnika u Rimu postao težak, otišao je na svoje imanje, zatim u Atenu i konačno u Makedoniju (postaje upravitelj Makedonije). Kod Apolonije u Iliriji je 43. pr. Kr. pobijedio i zarobio Gaja Antonija nakon čega se u Maloj Aziji pridružuje Kasiju. Preko Helesponta se vraćaju u Europu, ali je kod Filipa 42. pr. Kr. njihova vojska pobijeđena nakon čega je Brut počinio samoubojstvo.